# سیارک ۲۲۵۳
سیارک ۲۲۵۳ (به انگلیسی: 2253 Espinette، نامگذاری:1932PB) دو هزار و دویست و پنجاه و سومین سیارک کشف شده‌است که در ۳۰ ژوئیه ۱۹۳۲ کشف شد.
قدر مطلق سیارک برابر ۱۲٫۹۰ است.